# Bänderbrillenvogel
Der Bänderbrillenvogel (Zosterops vellalavella) ist eine Vogelart aus der Familie der Brillenvögel. Er ist auf der Insel Vella Lavella in den Salomonen endemisch.

## Merkmale
Der Bänderbrillenvogel erreicht eine Größe von 11,5 Zentimetern. Das Gefieder ist auf der Oberseite gelblich-oliv. Der weiße Augenring ist vorne durch einen dunklen Flecken unterbrochen. Unter dem Auge verläuft ein dunkler Zügelstrich. Die Schwungfedern und die Steuerfedern sind schwarzbraun mit breiten, gelblich-oliven Außenrändern. Kehle und Kinn sind fast gelb-orange und von der gräulich-weißen Unterbrust und dem Bauch durch ein olivfarbenes Brustband getrennt. Die Unterschwanzdecken sind gelb. Die Iris ist rötlichbraun. Der Schnabel ist leuchtend gelb. Die Beine sind gelb. Die Geschlechter sehen gleich aus. Die Jungvögel haben einen bräunlich-hornfarbenen Schnabel und gräuliche Beine. Der Gesang ist verstärkt am frühen Morgen zu hören. Er besteht aus einer langsamen Reihe von ungefähr zehn absteigenden Tönen mit unregelmäßigen leisen Unterbrechungen. Der Kontaktruf besteht aus einem „tse“ oder einem weichen „tse-tse-se-se“.

## Lehensraum
Der Bänderbrillenvogel bewohnt Primär- und Sekundärwälder, Dickichte und Waldränder sowie Kokosnuss-Plantagen mit etwas Unterholz und vereinzelten alten Bäumen.

## Lebensweise
Über seine Lebensweise ist kaum etwas bekannt. Ein Nestling wurde im November beobachtet.

## Bestand und Gefährdung
Der Bänderbrillenvogel steht aufgrund von Lebensraumverlust und des kleinen Verbreitungsgebietes auf der Vorwarnliste (near threatened) der IUCN. Er wird gegenwärtig als häufig beschrieben, jedoch könnten geplante ausgedehnte Waldrodungen auf Vella Lavella seinen Bestand gefährden.